# Mannophryne cordilleriana
Mannophryne cordilleriana – gatunek płaza bezogonowego z rodziny Aromobatidae. Endemit Wenezueli.

## Występowanie
Gatunek ten żyje w północno-zachodniej Wenezueli w dorzeczu rzek Santo Domingo i Calderas we wschodniej części andyjskiego pasma Cordillera de Mérida. Był notowany na wysokościach 462–1676 m n.p.m.
Zamieszkuje wilgotne tropikalne lasy górskie i podgórskie. Znajdowany był także w zanieczyszczonych rowach i strumieniach wzdłuż autostrady, z czego wynika, że do pewnego stopnia toleruje zmiany w środowisku spowodowane przez człowieka.

## Rozmnażanie
Podobnie, jak inne spokrewnione z nim gatunki, składa jaja na lądzie – w ściółce. Po wykluciu kijanki przenoszone są przez samca na grzbiecie do środowiska wodnego, gdzie odbywa się dalszy ich rozwój.

## Status zagrożenia
W Czerwonej księdze gatunków zagrożonych IUCN płaz ten od 2021 roku klasyfikowany jest jako gatunek narażony (VU, ang. Vulnerable); wcześniej, od 2008 roku uznawano go za gatunek krytycznie zagrożony (CR, ang. Critically Endangered), a od 2004 roku za gatunek narażony.
Obecnie jest częsty w miejscu swego występowania, a liczebność populacji utrzymuje się na stałym poziomie. Dość dobrze znosi zanieczyszczenie środowiska.